# Cyclogastrella plana
Cyclogastrella plana is een vliesvleugelig insect uit de familie Pteromalidae. De wetenschappelijke naam is voor het eerst geldig gepubliceerd in 2002 door Dzhanokmen & Grissell.